# Hasičské slavnosti Litoměřice
Hasičské slavnosti Litoměřice jsou celorepublikový sraz dobrovolného hasičstva s výstavou historické hasičské techniky. Od roku 1998 se konají v areálu výstaviště Zahrady Čech v Litoměřicích v okrese Litoměřice v Ústeckém kraji. Hlavním pořadatelem je Sdružení pro obnovu hasičských tradic, z.s. Slavnosti se v Litoměřicích sestávají z několika částí: výstavy historické a moderní hasičské techniky a celodenního kulturního programu s mnoha doprovodnými akcemi na výstavišti Zahrada Čech, sobotního slavnostního nástupu a průvodu hasičů na Mírovém náměstí a završení praktickými ukázkami techniky a hasičskou fontánou na Lodním náměstí.

## Historie

### Prvorepublikové sjezdy
Již První republika znala hasičské sjezdy. V roce 1925 se konal v Brně sjezd Svazu dobrovolného hasičstva československého. Při němž byla uspořádána výstava hasičsko-samaritánská a sjezdu se zúčastnilo na 25 tisíc členů – mužů, žen i dorostu. Další hasičský sjezd proběhl ve dnech 24. června – 6. července 1928 v Praze.

### Hasičské slavnosti Litoměřice 1998
Na prvorepublikové aktivity navázal I. celorepublikový sraz dobrovolného hasičstva s výstavou historické hasičské techniky ve dnech 4. – 5. července 1998 v Litoměřicích v areálu výstaviště Zahrady Čech. Proběhl pod záštitou přednosty okresního úřadu v Litoměřicích Josefa Pola a pořádal ho Sbor dobrovolných hasičů Podsedice ve spolupráci s Agenturou Sluníčko, s.r.o. Mezi čestnými hosty byl Předseda Senátu Parlamentu České republiky Petr Pithart, zástupce Kanceláře presidenta republiky Jaroslav Šafařík, vrchní požární rada Miloslav Štěpán a další významní hosté. Srazu se zúčastnilo na sedm desítek sborů, které vystavily jedny z nejstarších hasičských potahových stříkaček, automobilů s datem výroby do roku 1945. V rámci akce proběhla presentace složek civilní ochrany ČR, sportovní soutěž Extraligy ČR v požárním sportu a výstava sběratelů hasičských indicií a doplňků. Dvoudenní oslavy vyvrcholily slavnostním nástupem zúčastněných sborů na litoměřickém náměstí a následným průvodem hasičů s technikou na výstaviště. Sraz večer zakončila hasičská hudební fontána a ohňostroj. Celkově zde bylo v roce 1998: 70 vystavovatelů, 90 kusů historické hasičské techniky a přišlo 6 tisíc návštěvníků. Sraz byl natolik úspěšný, že od tři roky později v roce 2001 byl svolán další.

### Hasičské slavnosti Litoměřice 2001
|    | datum             | účast |
| -- | ----------------- | --- |
| 1. | 4. – 5. 7. 1998   | 70 vystavovatelů 90 ks historické hasičské techniky 6 000 návštěvníků |
| 2. | 6. – 9. 9. 2001   | 120 vystavovatelů |
| 3. | 4. – 5. 6. 2004   | 155 vystavujících sborů s hasičskou technikou, hasiči ze zahraničí 10 tisíc návštěvníků slavnostní nástup: přes 200 hasičských sborů z toho 80 s čestným nebo historickým praporem                                                                                      |
| 4. | 15. – 16. 6. 2007 | 198 vystavujících sborů s hasičskou technikou, hasiči ze zahraničí slavnostní nástup: přes 200 hasičských sborů z toho 90 s čestným nebo historickým praporem výstaviště: na 10 tisíc návštěvníků program na Lodním náměstí 5 000 návštěvníků celkem 15 000 návštěvníků |
| 5. | 11. – 12. 6. 2010 | Novinka: 25 kusů speciální techniky |
|    | 2013              | z důvodu povodní zrušeno |
| 6. | 6. – 7. 6. 2014   | 17 000 návštěvníků celkem 250 sborů, vystavujících hasičů 2 500 |
| 7. | 9. – 10. 6. 2017  | návštěvníků: téměř 27 000 za oba dva dny oslav Vystavujících sborů: 250 Počet kusů techniky: 300 ks Počet hasičských praporů na nástupu: 121 ks |
|    | 12. – 13. 6. 2020 | z důvodu pandemie covidu-19 zrušeno |
| 8. | 10. – 11. 6. 2022 | přes 200 sborů |
| 9. | 6. – 7. 6. 2025   | návštěvníků: téměř 24 000 za oba dva dny oslav Vystavujících sborů: 240 Počet kusů techniky: 270 ks Počet hasičských praporů na nástupu: 120 ks |

II. celorepublikový sraz dobrovolného hasičstva s výstavou historické hasičské techniky se v Litoměřicích konal ve dnech 6. – 9. září 2001. Proběhl pod záštitou ministra vnitra ČR Stanislava Grosse, přednosty okresního úřadu v Litoměřicích pana Josefa Pola, a Sdružení historických sídel Čech, Moravy a Slezska. Pořádalo jej Sdružení pro obnovu a zachování historických hasičských tradic ve spolupráci s Agenturou Sluníčko, s.r.o. a Městem Litoměřice. Hlavní slavnosti proběhly na litoměřickém výstavišti Zahrada Čech a z celé republiky se do Litoměřic sjelo na 120 hasičských sborů s historickou technikou. Řada hasičských sborů si nechala na sraz ušít historické uniformy, zhotovit propracované prapory, nebo zrenovovaly historickou techniku. Sbory dobrovolných hasičů z Jamnice u Opavy a Čebína u Brna si dokonce přivezly vlastní páry koní. Účastníkem z nejvzdálenějšího koutu republiky byli již zmiňovaní hasiči z Jamnice u Opavy spolu se sborem hasičů z Lipníka nad Bečvou, Luhačovic a Blížkovic. Kromě vystavené historické techniky, kdy byl na výstavišti zastoupen pravděpodobně každý z běžně používaných typů strojů ve 20. století od ručních dvoukolových stříkaček přes čtyřkolové, motorové a parní, byla k vidění i expozice moderní, ve 21. století používané techniky hasičského sboru Českých drah, Kaučuku Kralupy a hasičských záchranných sborů Ústeckého kraje. Novinkou byla 42 metrů vysokozdvižná plošina, ze které bylo možné shlédnout celé výstaviště i panorama města Litoměřice. V pavilon sběratelů byly vystaveny hasičské uniformy, přilby, modely a mnoho dalších zajímavostí souvisejících s hasičstvím. Byly prováděny také ukázky hašení s historickou technikou, které doprovázel kulturní program.
Sraz vyvrcholil slavnostním nástupem a průvodem hasičů na litoměřickém náměstí, kterému byl přítomen ministr vnitra Stanislav Gross, který pozdravil hasiče spolu s přednostou Okresního úřadu v Litoměřicích panem Josefem Polem, starostou města Litoměřice Jiřím Landou, předsedou Sdružení historických sídel ČMS Pavlem Horákem a Karlem Richtrem, starostou Sdružení hasičů Čech, Moravy a Slezska. Večer se konala ukázka spolupráce složek IZS v Litoměřicích, lampiónový průvod s Hasičskou hudební fontánou a ohňostrojem. Na tomto srazu proběhla slavnostní prezentace knihy s barevnými fotografiemi o historické hasičské technice v Čechách s názvem: „Historické stříkačky-pýcha a chlouba hasičů“, kterou bylo možné si také zakoupit. Autorem publikace je Jindřich Hejduk, který je zároveň předsedou Sdružení pro obnovu hasičských tradic z.s. Celkem se tohoto II. celorepublikového srazu zúčastnilo 120 vystavovatelů.

### Hasičské slavnosti Litoměřice 2004
III. celorepublikový sraz dobrovolného hasičstva s výstavou historické hasičské techniky proběhl v Litoměřicích ve dnech 4. – 5. června 2004. Záštitu nad ním převzali ministr vnitra Stanislav Gross, starosta SHČMS Karel Richter, starosta Litoměřic Ladislav Chlupáč a Sdružení historických sídel Čech, Moravy a Slezska. Pořádající organizací bylo opět Sdružení pro obnovu a zachování historických hasičských tradic, ve spolupráci s Agenturou Sluníčko s.r.o. a Městem Litoměřice. Tyto slavnosti byly vyvrcholením celoročních oslav 140. výročí založení 1. českého dobrovolného hasičského sboru ve Velvarech v roce 1864 Karlem Krohnem.
V roce 2004 v Litoměřicích vystavovalo hasičskou techniku 155 sborů. Mezi vystavovateli byli také hasiči ze Slovenska a Maďarska. Na litoměřické výstaviště si vystavenou techniku přišlo prohlédnout okolo 10 tisíc návštěvníků. Slavnostního nástupu se pak zúčastnilo přes 200 hasičských sborů z toho 80 s čestným nebo historickým praporem. Během srazu byl také prezentován další díl knihy Jindřicha Hejduka pod názvem: „Historické stříkačky-pýcha a chlouba hasičů“, na kterém pracoval, spolu s realizačním štábem srazu, tři roky. V pátek 4. června si mohly hasičskou techniku prohlédnout děti ze škol a proběhla přednáška o renovaci techniky, kterou vedl restaurátor Jiří Šimanovský. V odpoledních hodinách přivítal starosta města na litoměřické radnici zástupce zahraničních delegací. Jednalo se o čelní představitele dobrovolných hasičských organizací z okolních států.
V sobotu 5. června se vystavovatelé řadili do slavnostního průvodu již v brzkých ranních hodinách. Řazeny byly nejprve historické automobily a poté koňská spřežení. Během slavnostního nástupu byly také dekorovány čestné a historické hasičské prapory, mezi nimi i centrální prapor Sdružení hasičů Čech, Moravy a Slezska. Stuhy na něj připínali ministr vnitra a 1. místopředseda vlády Stanislav Gross, náměstek ministra vnitra a ředitel hasičského záchranného sboru Miroslav Štěpán, náčelník generálního štábu Armády České republiky genpor. Pavel Štefka a Jindřich Hejduk, předseda Sdružení pro obnovu a zachování historických hasičských tradic. V sobotu 5. června došlo také k vyhodnocení soutěže „O nejlepší internetové stránky sboru dobrovolných hasičů“, která byla vyhlášena 3. března 2004 a komise vybírala z téměř 400 nominovaných stránek. Přítomný Stanislav Gross byl patronem soutěže a předával ceny vítězům. Během sobotní výstavy si návštěvníci mohli pohlédnout hasičskou techniku nejen historickou, ale i moderní. Vystavovala ji zde Asociace velitelů HZS podniků, na stanici HZS Litoměřice probíhal Den otevřených dveří a v jejích prostorách byla vystavena nejmodernější zásahová technika profesionálních hasičských sborů. Na místním hřišti byly vystaveny vrtulníky AČR a PČR. Během výstavy probíhaly ukázky s technikou a celodenní kulturní program.

### Hasičské slavnosti Litoměřice 2007
V pořadí IV. celorepublikový sraz dobrovolného hasičstva s výstavou historické hasičské techniky v Litoměřicích se konal ve dnech 15. – 16. června 2007. Záštitu nad ním převzali ministra vnitra MUDr. Mgr. Ivan Langer, starosta Sdružení hasičů Čech, Moravy a Slezska Ing. Karel Richter, starosta města Litoměřice Mgr. Ladislav Chlupáč, pořádající organizací bylo Sdružení pro obnovu a zachování historických hasičských tradic ve spolupráci se Sdružením hasičů Čech, Moravy a Slezska a Městem Litoměřice. Partneři slavností byli Ministerstvo vnitra České republiky – Generální ředitelství Hasičského záchranného sboru České republiky, Armáda České republiky a Policie České republiky. Hasičské slavnosti Litoměřice 2007 proběhly za účasti 198 vystavujících sborů s hasičskou technikou, včetně hasičů ze Slovenska a Maďarska. Slavnostního nástupu se zúčastnilo přes 200 hasičských sborů z toho 90 s čestným nebo historickým praporem. Výstaviště si přišlo prohlédnout na 10 tisíc návštěvníků. Program na Lodním náměstí přilákal pět tisíc návštěvníků, celkem tedy Hasičské slavnosti navštívilo 15 tisíc návštěvníků.

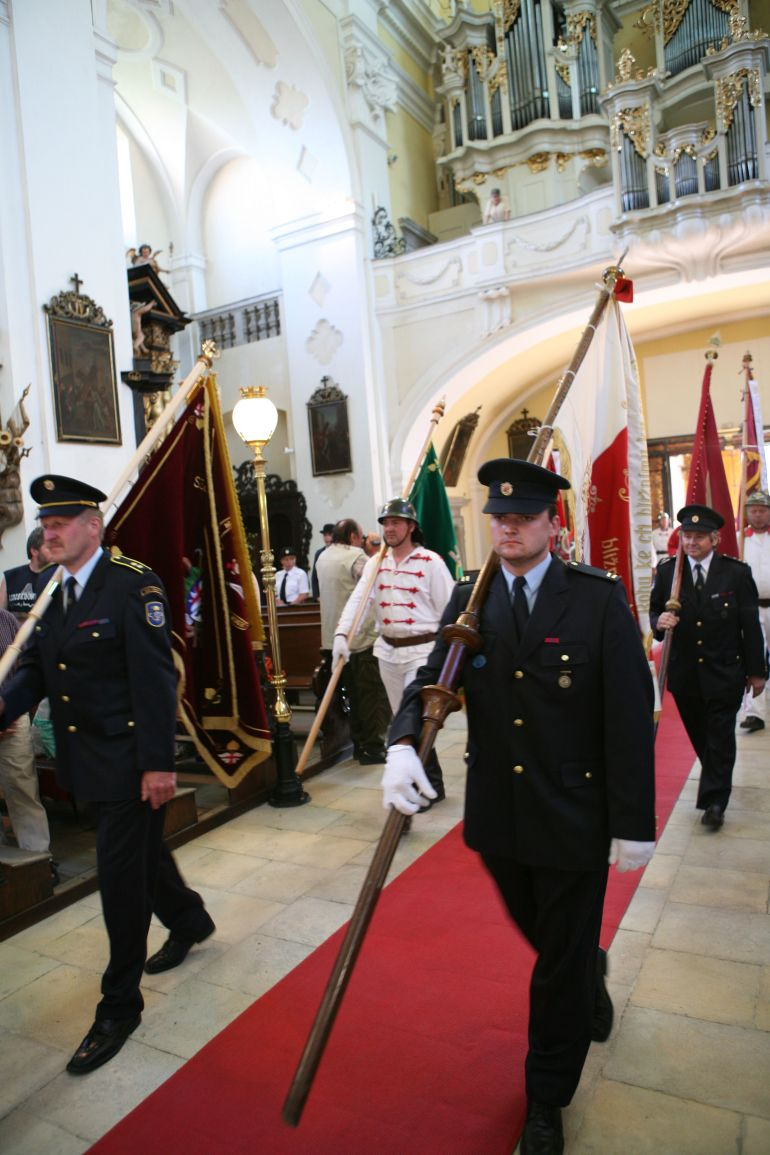
Hasiči v litoměřické katedrále

V rámci oslav byl vydán III. díl knihy „Historické stříkačky – pýcha a chlouba hasičů“. Knihu prezentoval její autor Jindřich Hejduk, spolu s Alexandrem Vondrou, místopředsedou vlády a senátorem pro litoměřicko a slánsko, genmjr. Miroslavem Štěpánem, generálním ředitelem Hasičského záchranného sboru ČR a Alenou Borlovou, spoluautorkou a místopředsedkyní Sdružení pro obnovu a zachování historických hasičských tradic. Během slavností byla vyhodnocena soutěž O nejlepší internetové stránky sboru dobrovolných hasičů, proběhl slavnostní nástup a průvod za účasti mnoha čestných hostů, hasičská floriánská mše a mnoho další doprovodných akcí. V pátek 4. června 2007 bylo výstaviště otevřeno pro děti ze škol. Byly pro ně připraveny hasičské i nehasičské soutěže, které připravilo krajské sdružení dobrovolných hasičů v Ústí nad Labem, a mohly si prohlédnout hasičskou techniku ze všech stran. Několik stovek dětí přivítali i na stanici profesionálních hasičů v rámci Dne otevřených dveří. Kromě toho, že starosta města Ladislav Chlupáč přivítal na litoměřické radnici zástupce zahraničních delegací, jednalo se především o čelní představitele dobrovolných hasičských organizací z evropských států, byl hosté pozváni i litoměřickým biskupem Pavlem Posádem do biskupské rezidence, kterou si měli možnost prohlédnout. Večer se pak v katedrále sv. Štěpána v Litoměřicích konala svatofloriánské mše.
V sobotu 16. června 2007 byly na výstavišti již v brzkých ranních hodinách řazeni účastníci slavnostního nástupu. Řazeny byly nejprve historické automobily a poté koňská spřežení. Na Mírovém náměstí v Litoměřicích se technika seřadila o půl deváté na svá místa a čekalo se na řazení samotných „pěších“ hasičských sborů. Nedílnou součástí slavnostního nástupu se stalo také je defilé hasičských praporů. V roce 2007 zde byly dekorovány tři prapory – prapor SH ČMS, na který navazoval stuhu ministr vnitra Ivan Langer, a který též dekoroval i prapor města Litoměřice, třetím pak byl prapor SDH Litoměřice, kterému věnovali stuhu pan Karel Richter, starosta SH ČMS a Jozef Minárik, prezident DPO Slovenska.

### Hasičské slavnosti Litoměřice 2010
Jubilejní V. celorepublikový sraz hasičstva s výstavou hasičské techniky se na výstavišti Zahrada Čech Litoměřice konal ve dnech 11. – 12. června 2010. Záštitu nad ním převzali Ing. Martin Pecina MBA, genmjr. Ing. Miroslav Štěpán generální ředitel HZS ČR, Ing. Karel Richter starosta SH ČMS a Mgr. Ladislav Chlupáč starosta města Litoměřice. Pořádající organizací bylo opět Sdružení pro obnovu a zachováni historických hasičských tradic ve spolupráci s městem Litoměřice, GŘ HZS ČR a SH ČMS. Partneři byli MV ČR, AČR, PČR, AHZSP.
Součástí V. ročníku byla opět soutěž „O nejlepší internetové stránky sboru dobrovolných hasičů“, kterou organizátoři vyhlásili společně s Ministerstvem vnitra ČR. Spolu s pátým ročníkem slavností oslavovalo i HZS ČR, a to deset let svého trvání. Dvacet let od svého vzniku slavila Česká hasičská jednota, 160. let uplynulo od založení 1. Rakousko-Uherského hasičského sboru (a zároveň prvního v Evropě) v Zákupech a 25. let si k oslavě připsal zákon o požární ochraně. Všechna tato výročí byla na Hasičských slavnostech Litoměřice 2010 prezentována. Na celé jedné třetině výstaviště byla vystavena nejmodernější zásahová technika HZS ČR. Novinkou byla i účast nejmodernější techniky v sobotním průvodu. Jednalo se o 25 kusů speciální techniky HZS ČR, kterou bylo možné v roce 2010 vidět i na slavnostní přehlídce v Praze. V Litoměřicích byla např. požární plošina 37m od firmy Bronto, pásová vozidla Haglung a Bobr, požární tank SPOTT a jiné. Proběhla také „Spanilá jízda“ pod vedením SH ČMS pod názvem „Lány – Litoměřice 2010“, a to 10. června 2010. Na Mírovém náměstí v Litoměřicích byla umístěna velkoplošná obrazovka, která přenášela detailní záběry z nástupu a průvodu. Na Lodním náměstí v sobotu večer se opět představila technika Armády ČR, HZS ČR a speciální technika podnikových hasičů – Monitor AMBASSADOR, speciální velkokapacitní čerpadla, vrtulníky MV ČR, které předváděly hašení a záchranu osob a byla předvedena ukázka hašení letadlem.
Zvláštní pozornost byla věnována 10. výročí zákona o Hasičském záchranném sboru České republiky. Tento zákon č. 238/2000 Sb. byl schválen Parlamentem České republiky 28. června 2000, a ačkoliv není zařazen 28. červen mezi státní svátky ani významné či památné dny, v kontextu hasičství si zaslouží připomenutí jako den, kterým se začala psát další kapitola novodobé historie profesionální požární ochrany v České republice. K tomuto výročí sepsal Dr. Plk. Jaroslav Vykoukal dílo: „Deset let nového sboru“. V souvislosti s tímto zákonem došlo i ke změně některých zákonů, které s ním souvisejí. Nabytím jejich účinnosti dnem 1. ledna 2001 se zrodil profesionální záchranný sbor, charakterizovaný novou organizační strukturou, posláním, působností, kompetencemi a úkoly. Sbor, který se za deset let své existence stal pevným pilířem bezpečnostního systému České republiky. Během Hasičských slavností proběhlo při projevech k ohlédnutí za deset let práce, která byla statisticky doložená tisícovkami zachráněných lidských životů a uchráněnými materiálními hodnotami v řádu miliard korun. Ovšem tato práce, která si v několika případech vybrala svou daň – životy a zranění hasičů-záchranářů. Slavnostního nástupu s průvodem hasičů s technikou na Mírovém náměstí se zúčastnil také kardinál Dominik Duka.

### Hasičské slavnosti Litoměřice 2013
Hasičské slavnosti Litoměřice 2013 byly z důvodu povodní, které zasáhly většinu území České republiky, zrušeny.

### Hasičské slavnosti Litoměřice 2014

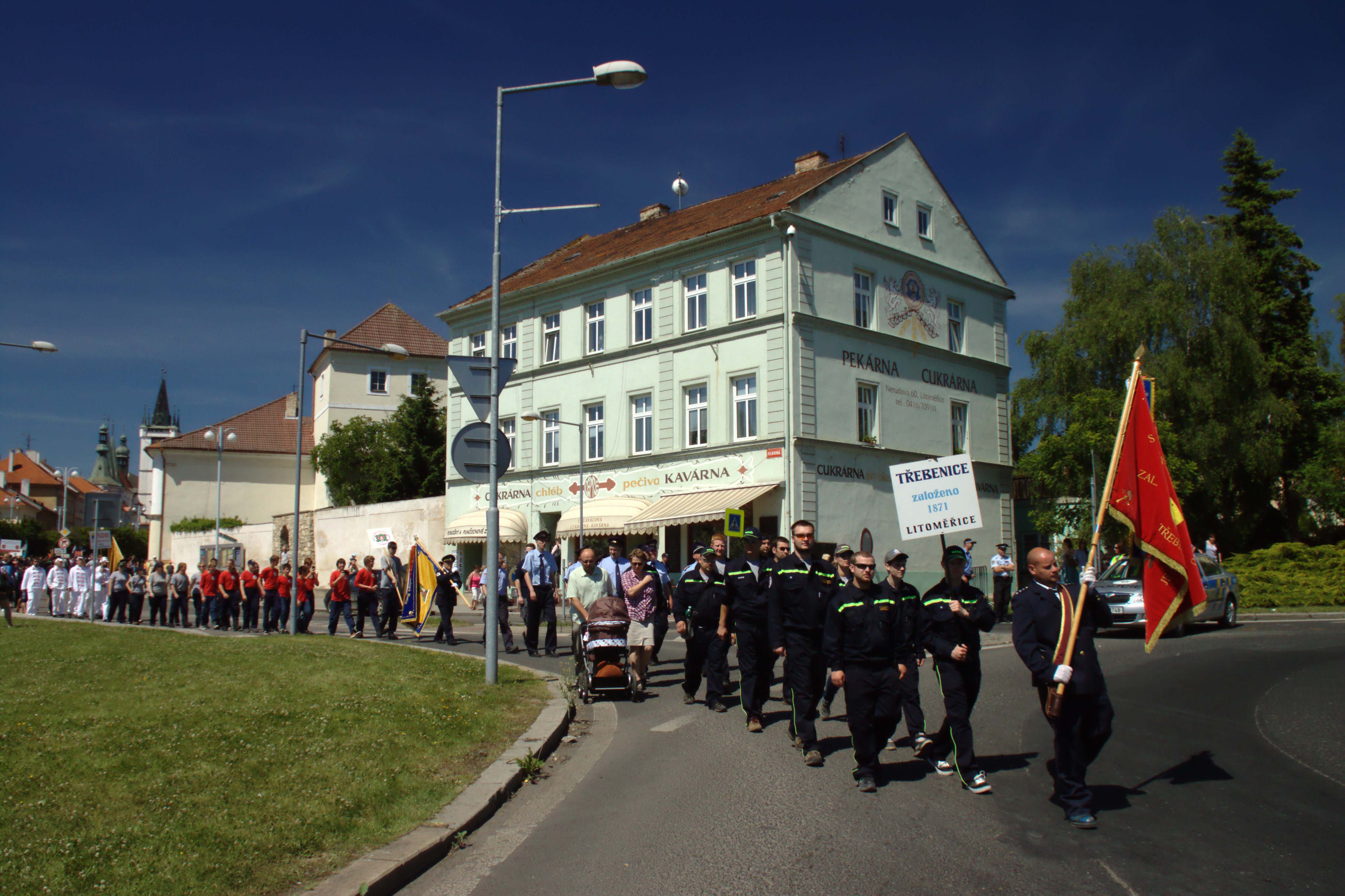
Průvod hasičů z Třebenic (2014)

V roce 2014 proběhla Hasičské slavnosti Litoměřice ve dnech 6. – 7. června 2014. Jednalo se o náhradní termin za zrušené Hasičské slavnosti v roce 2013, kdy většinu území zasáhly povodně a vyhlášený nouzový stav nedovolil Hasičské slavnosti uspořádat. Konaly se opět na výstavišti Zahrada Čech v Litoměřicích. Zúčastnilo se jich během dvou dnů okolo 17 tisíc návštěvníků a přijelo více než 250 hasičských sborů. Vystavujících hasičů bylo na 2500 osob. Záštinu nad Hasičskými slavnostmi Litoměřice 2014 převzali: prezident České republiky Miloš Zeman, ministr vnitra ČR Milan Chovanec, hejtman Ústeckého kraje Oldřich Bubeníček, starosta SH ČMS Karel Richtr, brig. gen. Ing. Drahoslav Ryba a starosta města Litoměřice Ladislav Chlupáč. Česká televize také zařadila do vysílání přímé vstupy z Hasičských slavností Litoměřice. Bylo to v pátek okolo 7.30 hodin ve Studiu 6, kdy byl 15 minutový vstup a také ještě ten den v průběhu oslav se objevil vstup na zpravodajství ČT24. V sobotu byl pak vysílán na ČT24 on-line nástup a také reportáže z průběhu dne.

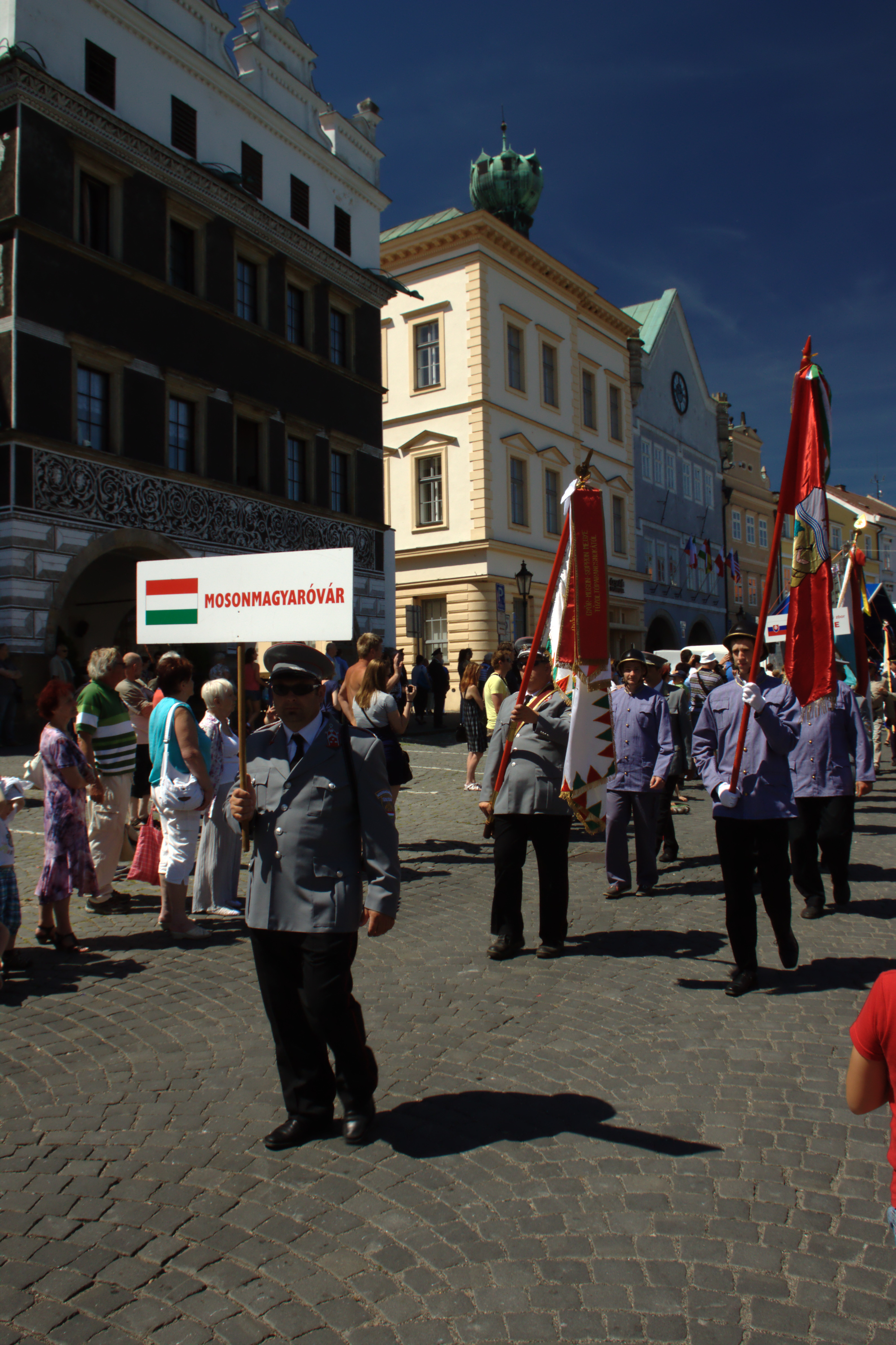
Průvod hasičů z Maďarska

Konala se také propagační jízda, která jela do Litoměřic v pátek 6. června 2014 ze dvou směrů, a to od Ústí nad Labem a od Roudnice nad Labem. Na litoměřické výstaviště pak dorazila krátce po 12 hodině. Pro děti pak v pátek bylo připraveno loutkoherecké divadlo Svatopluka Horváta – „Sváťovo dividlo“ a další programy pro děti. Na litoměřickém výstavišti v pavilonu H byla také v prodeji nová hasičská známka. Tuto známku k výročí 150 let českého dobrovolného hasičstva vydala Česká pošta 5. března 2014 pod katalogovým číslem 0801 poštovní známku o nominální hodnotě 13 Kč. Jejím autorem byl český kreslíř a ilustrátor Adolf Born. Se známkou byla vydána obálka prvního dne. Kromě nalepené známky a otisku příležitostného razítka ke dni vydání byl v levé části obálky přítisk, vztahující se k námětu známky. Autorem rytiny byl Bohumil Šneider. V litoměřické katedrále sv. Štěpána se v pátek 6. června 2014 od 19.30 konala již tradičně svatofloriánská mše, kterou sloužil litoměřický biskup Jan Baxant. Celou sobotu navíc v Litoměřicích probíhal festival dechových skladeb pod názvem „Zlatý dech“, takže během nástupu zazněl koncert dechových kapel a dechová hudba zněla během Hasičských slavností až do večerních hodin. Během sobotního slavnostního nástupu a přehlídky hasičstva, se konal jak průvod nové, tak i historické hasičské techniky. Na řece Labi pak proběhly ukázky záchranných akcí. Byly předvedeny ukázky cvičení s potahovou stříkačkou, předvedena speciální technika, a sobotní program zakončila hasičská hudební fontána a ohňostroj nad řekou Labe.

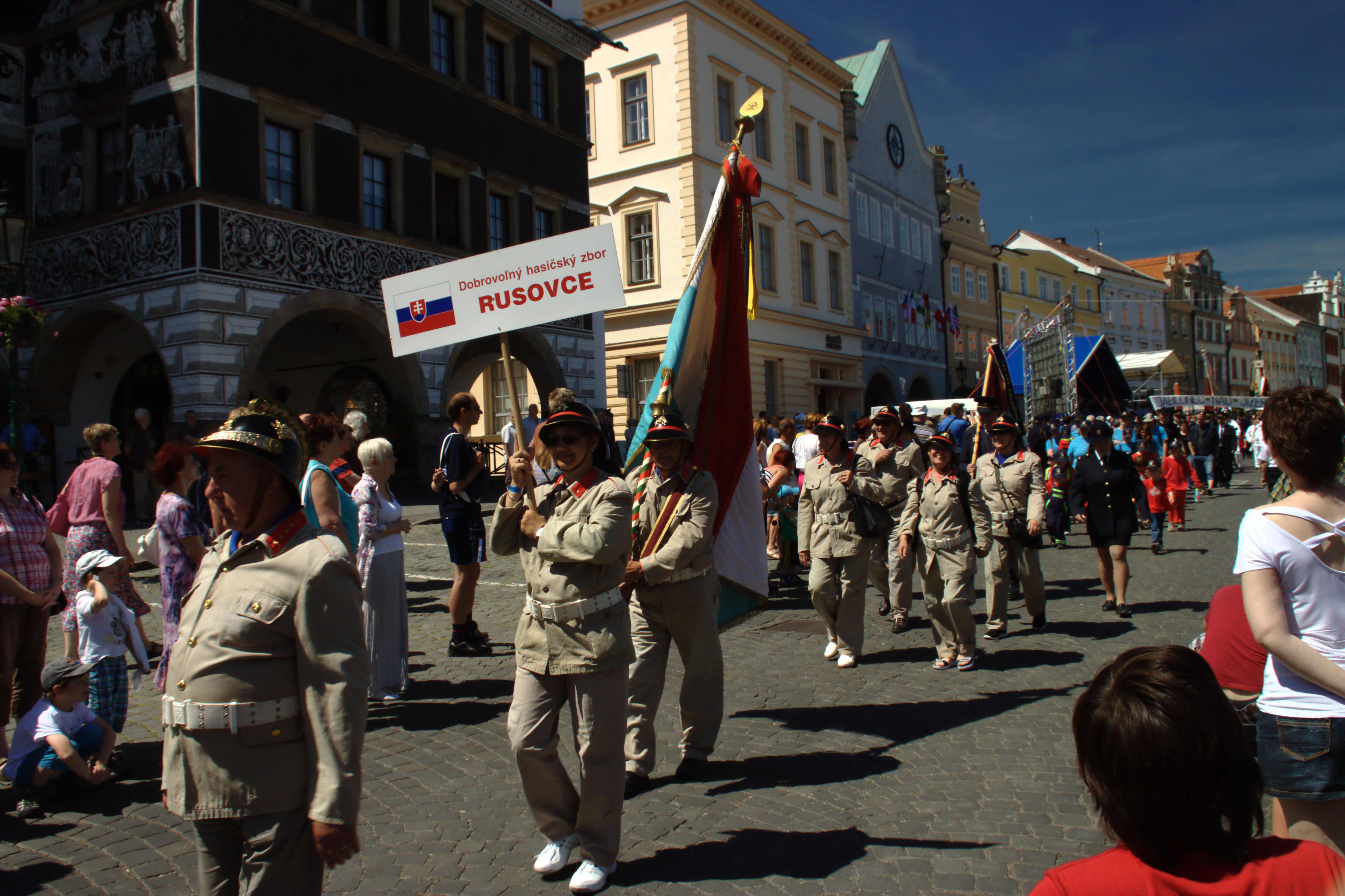
Průvod hasičů ze Slovenska

Kromě obvyklého programu se v rámci Hasičských slavností Litoměřice proběhla aktivita hasičů radioamatérů se speciálním volacím znakem OL125D. Tato značka byla věnována oslavám 125 let od založení firmy Draeger – partnera hasičů. Během těchto Hasičských slavností bylo možno zhlédnout snahu radioamatérů–hasičů navázat spojení se stanicemi v celém světě a přiblížit tak hasičinu mezi ostatní radioamatéry a ukázat hasičům co obnáší radioamtéřina. Tato akce nekončila na Litoměřickém výstavišti, ale celá aktivita pokračovala až do 20. června 2014. V mezidobí vysílali radiomatéři hasiči z různých koutů České republiky, a do aktivity se přihlásili také zahraniční hasiči vysílači, takže celá akce měla mezinárodní charakter. Návštěvníci Hasičských slavnostní byli v rámci této aktivity pozváni k expozici firmy Draeger v pavilonu D.

### Hasičské slavnosti Litoměřice 2017
VII. celorepublikový sraz hasičstva s výstavou hasičské techniky se konal ve dnech 9. – 10 června 2017 opět na výstavišti Zahrada Čech Litoměřice. Akce se v průběhu obou dnů zúčastnilo téměř 27 000 návštěvníků, 250 hasičských sborů s technikou a vystaveno bylo přes 300 kusů techniky. Na slavnostním nástupu defilovalo přes 300 sborů a bylo možné vidět 121 historických praporů.
Osobně se slavností zúčastnili ministr vnitra Milan Chovanec, kardinál Dominik Duka, generální ředitel HZS Drahoslav Ryba, starosta SH ČMS Karel Richter, hejtman Ústeckého kraje Oldřich Bubeníček, starosta města Litoměřice Ladislav Chlupáč a mnoho dalších hostů. Hasičské slavnosti Litoměřice 2017 výrazně podpořilo město Litoměřico, Generální ředitelství HZS ČR, Sdružení hasičů Čech, Moravy a Slezska a Ústeckého kraje. Hlavními partnery Hasičských slavností Litoměřice 2017 byly Nadace Agrofert, společnost Tatra Truck a Česká pošta.
V roce 2017 vzrostla mezinárodní účast a vystavovaly také sbory ze Slovenska, Maďarska, Německa a Polska. V pavilonech se za Slovenskou republiku prezentovalo Hasičské muzeum Priekopa, z Čech pak Hasičské muzeum Kočí a Centrum hasičského hnutí v Přibyslavi.
Hasičské sbory přivezly na litoměřické výstaviště staré zápřahové a parní stříkačky, nechyběly ani historické hasičské automobily. Nejstarší celodřevěná stříkačka byla z roku 1807 u sboru dobrovolných hasičů Drahenice a nejstarší automobil z roku 1915, od výrobce Praga, v majetku HZS Jihočeského kraje se sídlem v Českých Budějovicích. Většina techniky se aktivně prezentovala v rámci celodenních ukázek. Velký úspěch zaznamenaly jednotlivé ukázky sborů dobrovolných hasičů, které si hasiči sami secvičili. Profesionální hasiči v Litoměřicích předvedli nejmodernější technikou a technikou speciální, jako jsou hasičské tanky, letištní speciál Panther, moderní zemní stroje upravené pro specifické potřeby hasičů, sací bagr a další těžká technika. Hasičský záchranný sbor ČR měl svojí expozici v pavilonu K a profesionální hasiči předvedli náročnost vyprošťování osob z havarovaných vozidel. Slavnosti podpořilo Generální ředitelství Hasičského záchranného sboru ČR a Sdružení hasičů Čech, Moravy a Slezska, kteří chápali Hasičské slavnosti jako jedinečnou příležitost demonstrovat co nejširší veřejnosti hodnoty soudržnosti a pospolitosti předávané z generace na generaci prostřednictvím nejstarší dobrovolné organizace v České republice.

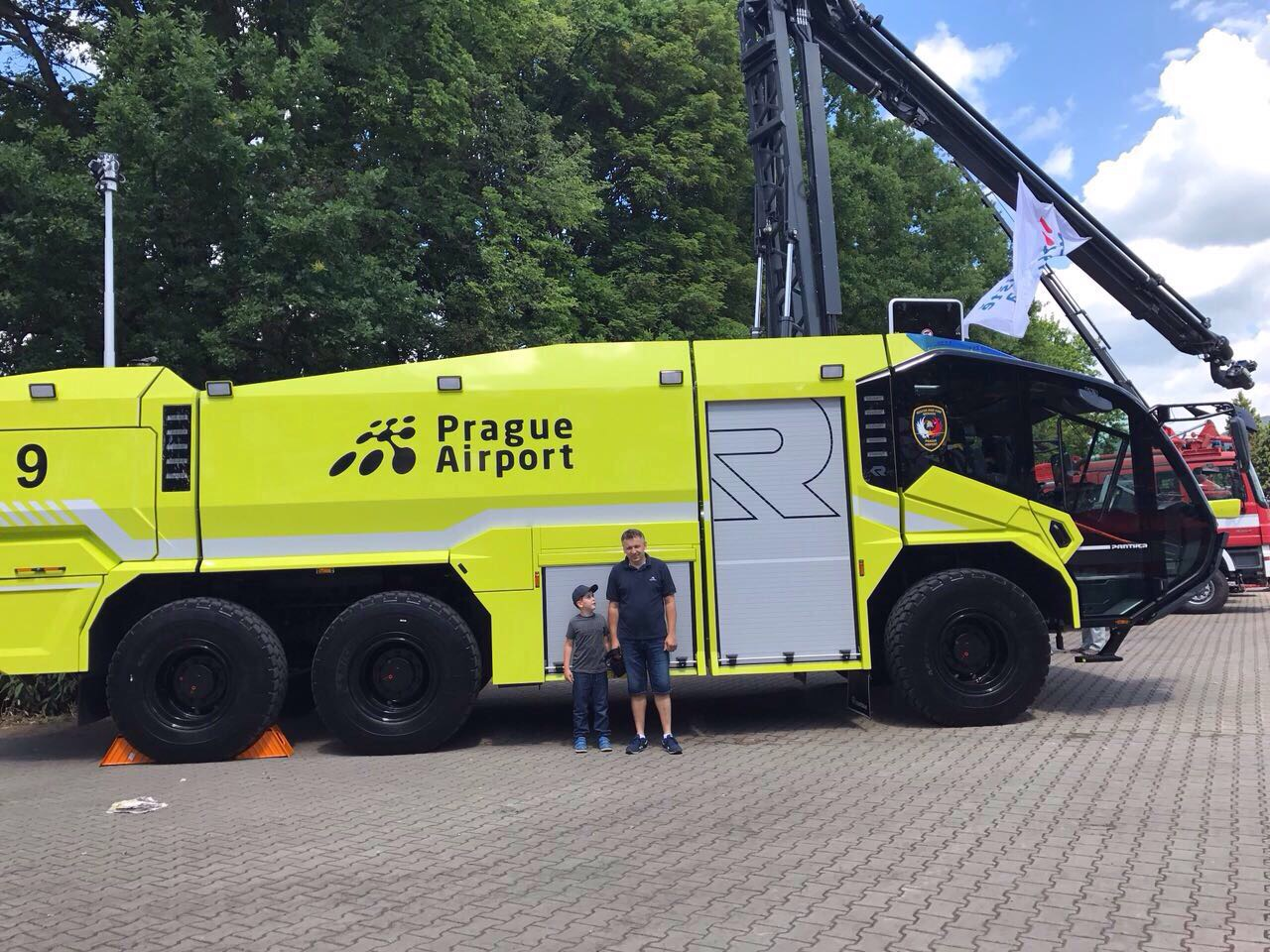
Hasičská technika Letiště Praha na litoměřickém výstavišti

Důležitým prvkem oslav, zvláště sobotního slavnostního nástupu, se stala koňská spřežení. Jelikož v okolí Litoměřic není dostatek tažných párů, hasiči si z celé republiky koně přivážejí s sebou. V roce 2017 bylo dovezeno 9 párů, celkem stříkačky při slavnostním průvodu táhlo 17 párů koní. Součástí slavností byla opět webová soutěž o nejlepší www stránky SDH – v roce 2017 šlo již o 5. ročník. Celkem se přihlásilo 52 sborů, ze kterých bylo vybráno deset webů. Zástupci těchto nejlepších deseti SDH byli pozváni na Hasičské slavnosti na slavnostní vyhlášení výsledků. Vítězem se stal Sbor dobrovolných hasičů Suchý. Výherci převzali ceny z rukou generálního ředitele HZS Drahoslava Ryby a generálního ředitele společnosti MEVA a.s. Vladimíra Lapihusky. MEVA dodala hodnotné ceny, mj. dýchací přístroj PLUTO Fireman, tzp 3075F pro vítěze. Návštěvníkům byla otevřena stanice profesionálních hasičů v Litoměřicích, která při příležitosti slavností uspořádala po oba dny Den otevřených dveří s bohatým programem pro děti i dospělé – v průběhu oslav ji navštívilo 8 400 zájemců. Na výstavišti byl v roce 2017 novinkou stánek Registru dárců kostní dřeně, který v průběhu dvou dnů zaregistroval 108 nových dárců, což výrazně převýšilo očekávání IKEMu. Součástí oslav byla také páteční svatofloriánská mše, celebrovaná v katedrále sv. Štěpána v Litoměřicích. Sbory do katedrály přinesly 38 praporů.
Hasičské slavnosti v roce 2017 vyvrcholily sobotním večerním programem na Lodním náměstí, který byl zaměřen na prezentaci Záchranného útvaru Hasičského záchranného sboru ČR, a jeho speciální záchranné techniky, nasazované v boji proti živelním katastrofám. Příchozí mohli vidět čerpadlo a mobilní monitor AMBASSADOR o celkovém výkonu 24 000 litrů za minutu při tlaku 10 barů. Dostřik byl 120 metrů do dálky a 67 metrů do výšky. Dále pak Bambi bucket (bambivak) a vrtulníky, které se používají na shášení např. lesních požárů. S nadcházející tmou připravili členové osmi dobrovolných hasičských sborů z českolipska pro návštěvníky „Hasičskou hudební fontánu“, což je světelná show na způsob Křižíkovy světelné fontány, stříkaná hasičskými proudnicemi. Akci ukončil ohňostroj.

### Hasičské slavnosti Litoměřice 2020
Z důvodu pandemie covidu-19 byly Hasičské slavnosti Litoměřice v roce 2020 zrušeny.

### Hasičské slavnosti Litoměřice 2022

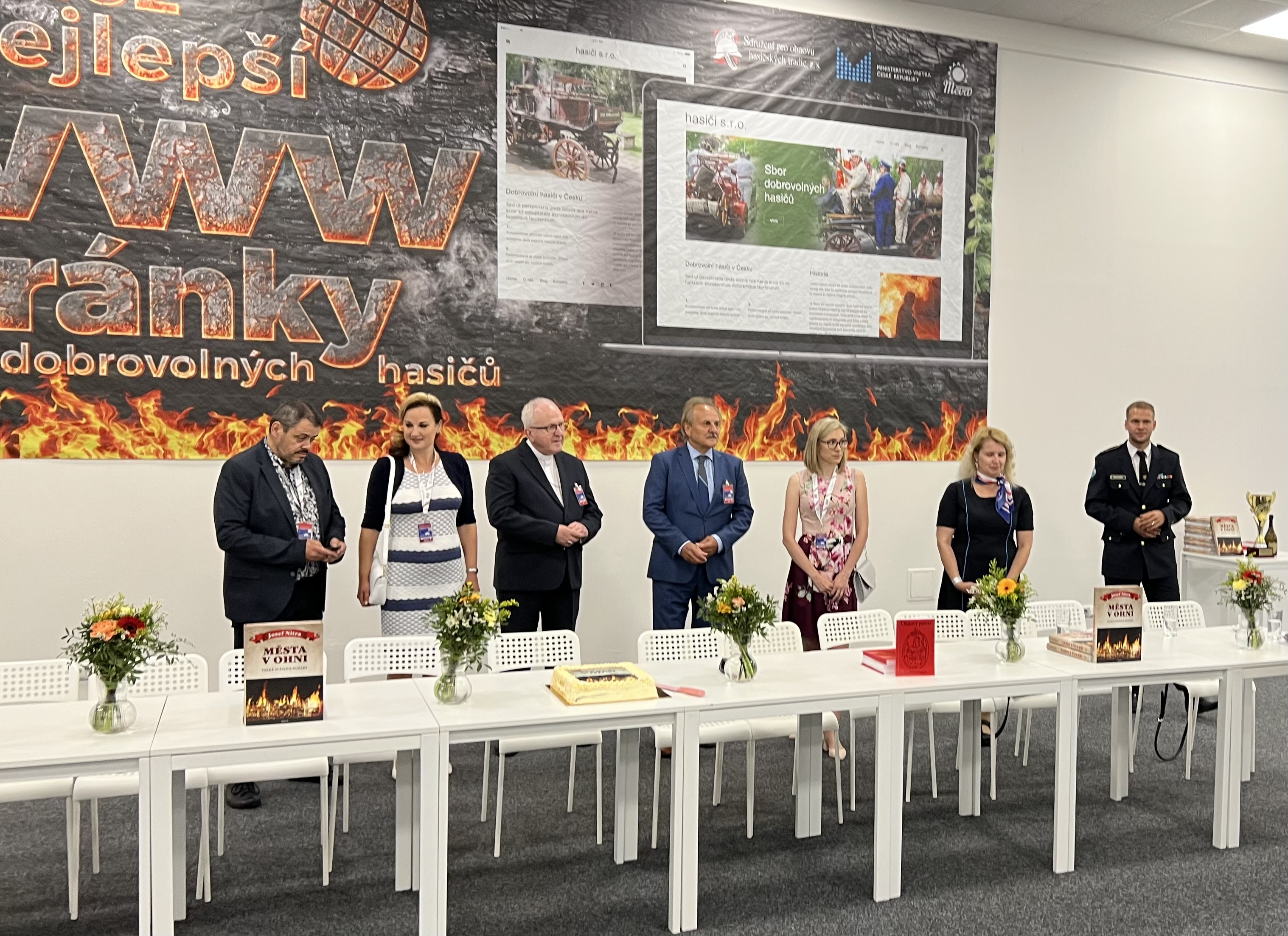
Zahájení Hasičských slavností Litoměřice na výstavišti

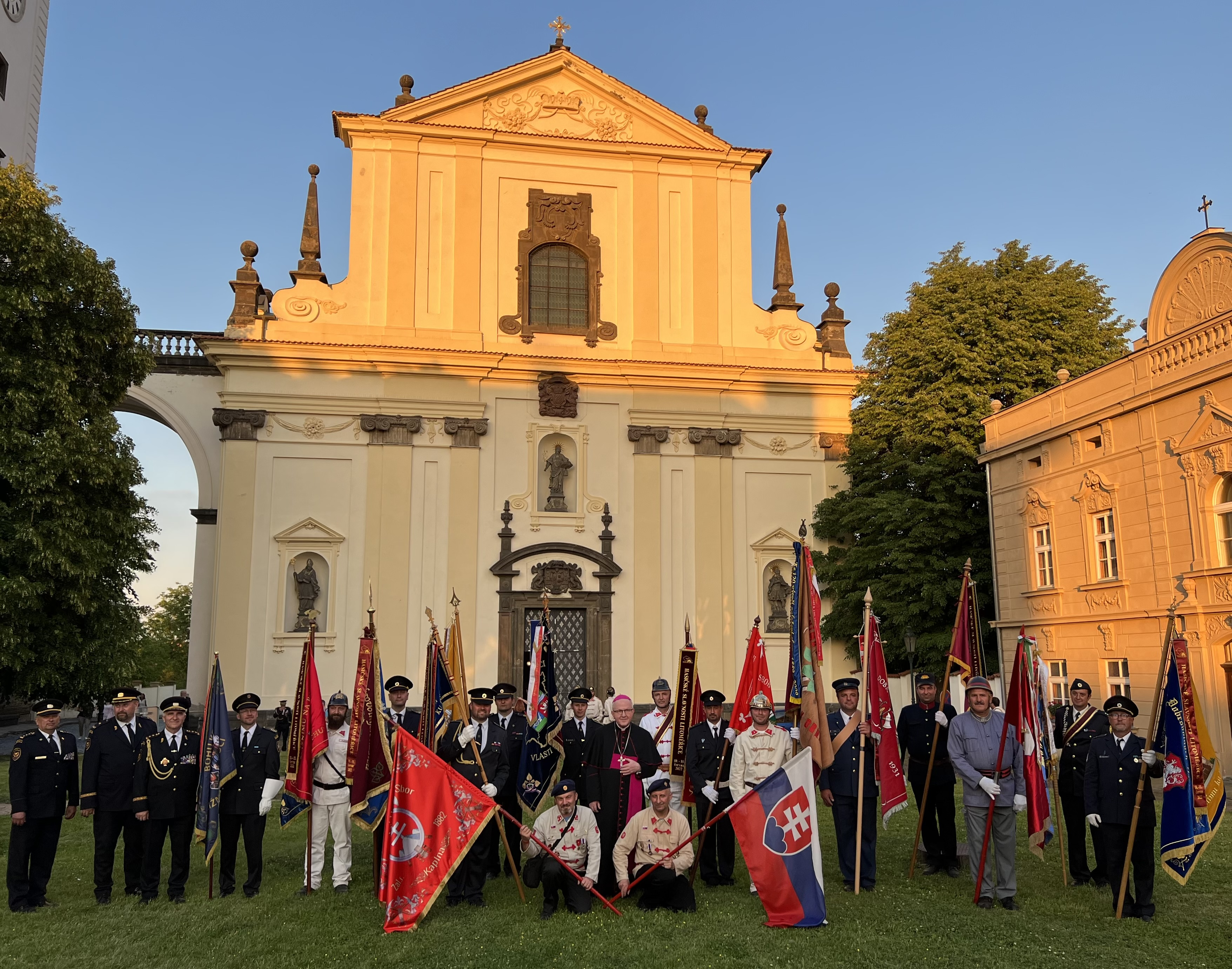
Hasiči před litoměřickou katedrálou

VIII. ročník se konal po vynucené pětileté pauze ve dnech 10. – 11. června 2022. Na výstaviště Zahrada Čech se sjelo přes 200 sborů dobrovolných hasičů, také Hasičský záchranný sbor ČR, Armáda ČR, Sdružení hasičů Čech, Moravy a Slezska, Hasičské záchranné sbory podniků a řada tradičních partnerů slavností. Návštěvníci litoměřického výstaviště viděli v roce 2022 přes 200 kusů historické hasičské techniky a také nejmodernější techniky profesionálních hasičů a hasičů podnikových. Hasičské sbory přivezly na litoměřické výstaviště staré zápřahové a parní stříkačky, ruční stříkačky; k vidění byly i historické hasičské automobily. Nejstarší hasičské stříkačky byly z konce 19. století.  Mezi moderní technikou se představily například zodolněné cisternové stříkačky Titan a Triton, speciální vůz do chemického provozu s velkým výkonem, vozidlo s hasicím ramenem, zdravotní Pandur a operační sál polní nemocnice Armády ČR,  vyprošťovací jeřáb nebo letištní speciál Panther. Výstavu techniky doplnily po oba dva dny ukázky práce hasičů. Diváci mohli vidět ukázku vyprošťování z havarovaných vozidel, hašení cisternovou zodolněnou stříkačkou TITAN, ukázku zařízení Cobra, které předvedlo řezání materiálů vodním proudem, ukázku práce s hasicí puškou nebo práci hasičů lezců. Představil se i divácky velmi atraktivní letištní speciál. Otevřena návštěvníkům byla také stanice profesionálních hasičů v Litoměřicích, která při příležitosti slavností uspořádala po oba dny Den otevřených dveří s bohatým programem pro děti i dospělé – v průběhu oslav ji navštívilo 10 000 zájemců.
V Litoměřicích však zároveň také v pátek 10. června 2022 proběhla Noc kostelů, v rámci které se zástupci hasičů zúčastnili svatofloriánské mše v katedrále sv. Štěpána. Mši svatou celebroval litoměřický biskup Jan Baxant. Sbory přinesly do katedrály 38 praporů. 
V sobotu dopoledne proběhl slavnostní nástup. Na Mírovém náměstí v Litoměřicích defilovalo přes 170 sborů a bylo možné vidět přes 100 historických praporů. V průvodu jelo 47 kusů historické a 18 kusů moderní techniky. Hasičské stříkačky táhlo 15 párů koní a byly zařazeny také čtyři traktory. Nejstarší automobil v průvodu byl z roku 1910, šlo o vůz značky Laurin a Klement a do Litoměřic dorazil z Kolína. Akci zakončil přelet letounů Armády ČR JAS-39 Gripen. Oslavy vyvrcholily sobotním večerním programem na Lodním náměstí, který byl zaměřen na prezentaci Záchranného útvaru Hasičského záchranného sboru ČR a jeho techniky. Na vodě se v ukázkách představily plovoucí transportéry a čluny. Po nebi se proháněly vrtulníky letecké služby Policie ČR a Armády ČR, nechyběla ukázka hašení pomocí bambi vaku. Za setmění členové devíti dobrovolných hasičských sborů z českolipska rozsvítili pro návštěvníky opět Hasičskou hudební fontánu – světelnou show na způsob Křižíkovy světelné fontány, stříkaná hasičskými proudnicemi. 51 proudů ztvárnilo na hudbu Smetanovy Vltavy unikátní představení, při kterém voda dosahovala 120 metrů do dálky a 67 metrů do výšky. Akci byla zakončena ohňostrojem.
Tento VIII. ročník navštívilo celkem 27 000 návštěvníků. Mezi vzácnými hosty na Hasičských slavnostech Litoměřice 2022 byli: předseda Senátu Parlamentu České republiky Miloš Vystrčil, 1. místopředseda vlády a ministr vnitra Vít Rakušan, starostka Sdružení hasičů Čech, Moravy a Slezska Monika Němečková, generální ředitel Hasičského záchranného sboru generálporučík Vladimír Vlček, hejtman Ústeckého kraje Jan Schiller, starosta Litoměřic a senátor Ladislav Chlupáč, místostarosta Litoměřic a poslanec Parlamentu ČR Karel Krejza, generální vikář pražské arcidiecéze, kanovník svatovítské kapituly Zdenek Wasserbauer a v neposlední řadě Jindřich Hejduk, předseda Sdružení pro obnovu Hasičských tradic, které bylo organizátorem akce.

### Hasičské slavnosti Litoměřice 2025
IX. celorepublikový sraz hasičstva spojený s výstavou hasičské techniky proběhl 6. a 7. června 2025. Záštitu nad ním převzali prezident republiky Petr Pavel, předseda Senátu Miloš Vystrčil, ministr vnitra Vít Rakušan, starosta města Radek Löwy, hejtman Ústeckého kraje Richard Brabec, starostka Sdružení hasičů Čech, Moravy a Slezska Monika Němečková, generální ředitel Hasičského záchranného sboru Vladimír Vlček a náčelník generálního štábu Armády České republiky Karel Řehka. Během dvou dnů se srazu zúčastnilo téměř 24 tisíc návštěvníků. V pátek celebroval mši svatou generální vikář litoměřické diecéze Radek Jurnečka. Slavností se zúčastnil pražský arcibiskup Jan Graubner, který na závěr sobotního slavnostního průvodu požehnal práci profesionálních i dobrovolných hasičů.